# (120741) Iijimayuichi
(120741) Iijimayuichi est un astéroïde de la ceinture principale.

## Description
(120741) Iijimayuichi est un astéroïde de la ceinture principale. Il fut découvert le 26 octobre 1997 à Chichibu par Naoto Satō. Il présente une orbite caractérisée par un demi-grand axe de 2,62 UA, une excentricité de 0,25 et une inclinaison de 4,8° par rapport à l'écliptique.